# Maestro di San Francesco

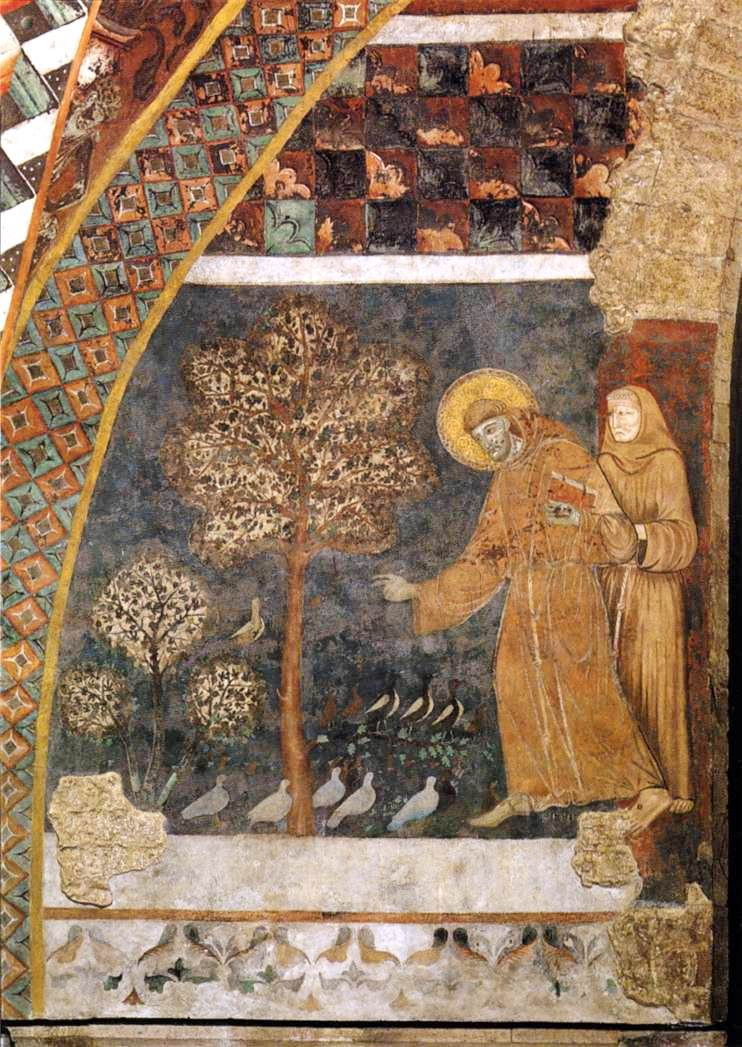
Franziskusmeister: Der heilige Franziskus predigt den Vögeln, um 1260.

Meister des Heiligen Franziskus von Assisi oder Franziskusmeister (italienisch Maestro di San Francesco) wird ein italienischer Maler unbekannten Namens genannt, der Fresken und womöglich Glasbilder im Gebiet um Perugia in Umbrien, Italien kreierte. Er war aktiv zwischen 1260 und 1280.

## Namensgebung
Seinen Notnamen erhielt der Franziskusmeister von dem Kunsthistoriker Henry Thode nach einem Bild in der Kirche Santa Maria degli Angeli in Assisi, das den Heiligen Franz von Assisi mit Engeln darstellt.

## Werke und Stil
Werke des Franziskusmeister sind vor allem in der Basilika San Francesco in Assisi zu sehen, beispielsweise ein Freskenzyklus im Schiff der Unterkirche mit fünf Szenen zur Passionsgeschichte Christi auf der rechten Seite und fünf Szenen aus dem Leben des Hl. Franziskus auf der linken Seite (diese wurden bei der späteren Öffnung der Seitenkapellen beschädigt).
Trotz der möglichen Assistenz von Fremden bei der Erstellung der Werke, scheinen diese doch von einem einzigen Künstler geplant worden zu sein und zeigen einen einheitlichen Stil. Sie basieren wahrscheinlich auf Nachahmungen des späten Giunta Pisano, aber zeigen auch Einflüsse anderer Künstler Umbriens wie zum Beispiel Rainaldetto di Ranuccio, Simeone und Machilone von Spoleto und Einflüsse zeitgenössischer Buchmalereien wie der Bibel von Giovanni da Gaibana von Padua.
Der Meister des Hl. Franziskus verkörpert einen wichtigen Aspekt der Verbindung italienischer und byzantinischer Ikonenmalerei verbunden mit Detailmalerei und Farben, die dem byzantinischen Stil fremd sind.